# الغواصة الألمانية يو-733
غواصة يو-733 غواصة يو بوت ألمانية من غواصة الفئة السابعة سي بنيت لسلاح بحرية ألمانيا النازية كريغسمارينه، في أحواض شيتشاو-فيرك خلال الحرب العالمية الثانية.